# Parco nazionale del Manovo-Gounda St. Floris
Il parco nazionale del Manovo-Gounda St. Floris (o Manovo-Gounda-St. Floris) è un parco nazionale della Repubblica Centrafricana situato nella prefettura di Bamingui-Bangoran.

## Flora e fauna
Il parco è di importanza significativa per la sua flora e fauna diversificate. Con precipitazioni annue comprese tra 1000 e 1700 mm, la forma di vegetazione predominante è la savana alberata. Questa può essere suddivisa in cinque tipi: savana alberata di Terminalia laxiflora, foresta di Isoberlinia doka e Monotes kerstingii, foresta di Pseudocedrela kotschyi e Terminalia macroptera, foresta di pianura e savana alberata di Anogeissus leiocarpa e Khaya senegalensis. Anche al di fuori della stagione delle piogge, nell'area permangono ampie zone paludose, presso le quali, nella stagione secca, è possibile osservare grandi branchi di mammiferi.
Qui vivono rinoceronti neri, leoni, leopardi, licaoni, gazzelle, cefalofi, cobi, alcelafi, oribi, damalischi, redunche, facoceri, bufali africani, giraffe, ippopotami e coccodrilli e occasionalmente vengono avvistati dei ghepardi. Presenti, ma particolarmente rari, sono il gatto dorato africano, il cefalofo dai fianchi rossi e il cefalofo dal dorso giallo. Nel 1976 qui era presente una popolazione di elefanti compresa tra le 80.000 e le 100.000 unità, che nel 1985 era già scesa ad un numero compreso tra le 10.000 e le 15.000 unità. Da allora, purtroppo, la popolazione di tutte le specie esaminate è diminuita drasticamente, tanto che nel corso di un sopralluogo aereo tra il maggio e il giugno 2005 è stata accertata la presenza di meno di 500 elefanti. Il kob e il cobo defassa sono quasi estinti, mentre il numero di cervicapre redunche, eland giganti, bufali africani, alcelafi e antilopi roane, pur essendo diminuito all'interno del parco nazionale, è rimasto stabile o addirittura aumentato nelle zone dove la caccia non è vietata.
Le pianure alluvionali della zona settentrionale del parco ospitano numerosi uccelli acquatici, ben 320 specie, tra cui almeno 25 specie di rapaci come l'aquila pescatrice africana. Anche il becco a scarpa è presente. A seconda della stagione, si possono osservare numerose popolazioni di pellicani e marabù.

## Stato di conservazione
L'area è stata dichiarata patrimonio dell'umanità dall'UNESCO nel 1988, ma figura costantemente nella lista rossa dei patrimoni dell'umanità in pericolo dal 1997, in quanto il pascolo illegale e i bracconieri pesantemente armati hanno distrutto circa l'80% della popolazione di grandi mammiferi.
Nel 1997, 4 dipendenti del parco furono uccisi a colpi d'arma da fuoco. A causa della mancanza di sicurezza, tutti i programmi di sviluppo e turismo sono stati poi sospesi.
Da allora, con la partecipazione dell'Unione Europea, sono stati fatti tentativi per limitare il bracconaggio istituendo zone di caccia intorno al parco. Tuttavia, gli sforzi effettuati non hanno ottenuto il successo previsto, dal momento che le zone di caccia istituite sono all'interno della Repubblica Centrafricana, mentre la maggior parte dei bracconieri penetra nel parco attraversando il confine dal Ciad e dal Sudan. Questi sono spesso dotati di armi automatiche e organizzano vere e proprie carovane di caccia lungo la strada nazionale che attraversa il parco. Un'indagine aerea del 2005 ha rivelato che in certi casi vi erano più animali selvatici nelle zone di caccia che nel parco nazionale stesso.

## Storia
Già il 10 dicembre 1933 una parte dell'area fu designata come parco nazionale dell'Oubangui-Chari, ribattezzato nel 1935 parco nazionale di Matoumara. Il parco nazionale Manovo-Gounda St. Floris si estende per una superficie totale di 17.400 km². La superficie attuale risulta dalla fusione tra il parco nazionale di St. Floris, istituito il 27 luglio 1940 e ampliato nel 1960 e 1974, che costituisce la parte settentrionale dell'odierno parco nazionale, e altre aree parzialmente protette. Anche il parco nazionale André-Félix (1700 km²) si trova nelle vicinanze.

## Criteri dell'UNESCO per la designazione come patrimonio dell'umanità
Il parco nazionale del Manovo-Gounda St. Floris soddisfa due dei criteri per il riconoscimento come patrimonio dell'umanità dell'UNESCO:
- (ix): Il parco nazionale del Manovo-Gounda St. Floris cela delle formazioni naturali eccezionali. Il parco si trova a cavallo delle zone biogeografiche sudano-saheliana e sudano-guineana. Ne risulta una varietà di habitat che vanno dalle pianure erbose a nord alle savane alberate con foreste a galleria a sud. La proprietà comprende tutti i bacini idrografici di tre grandi corsi d'acqua (Manovo, Koumbala e Gounda) con pianure alluvionali erbose e zone umide. Le pianure sono intervallate da piccoli inselbergen granitici con, a sud, l'accidentato massiccio di arenaria dei Bongos.
Questo vasto parco, circondato da aree di caccia e collegato attraverso un corridoio faunistico al parco nazionale di Bamingui-Bangoran, protegge la più grande area di savana dell'Africa centrale. Rappresenta un esempio unico di questo tipo di ecosistema, che ospita popolazioni vitali di diverse specie tipiche di questa parte dell'Africa e di altre originarie dell'Africa orientale e occidentale.

- (x): La fauna del parco riflette la sua posizione di transizione tra l'Africa orientale e occidentale, il Sahel e le foreste umide. Esso ospita la fauna più varia del paese, comprese circa 57 specie di mammiferi che sono state ben protette in passato. Sotto questo punto, ricorda la ricche savane dell'Africa orientale.
Nel parco vivono numerose specie di mammiferi importanti dal punto di vista della conservazione, come il rinoceronte nero, l'elefante, l'ippopotamo, la gazzella dalla fronte rossa (qui all'estremità meridionale del suo areale), il leone, il leopardo, il ghepardo e il licaone. Qui troviamo importanti concentrazioni di erbivori, compresi il bufalo, il kob di Buffon, il cobo e l'alcelafo. Nel parco sono state censite circa 320 specie di uccelli, tra cui almeno 25 specie di rapaci. Le pianure alluvionali della parte settentrionale del parco giocano un ruolo importante per gli uccelli acquatici e vi è stato osservato anche il becco a scarpa.